# Virginia Aldridge
Virginia Aldridge (* 1. September 1938 in den USA) ist eine US-amerikanische ehemalige Film- und Fernsehschauspielerin sowie Drehbuchautorin.

## Leben
Aldridge war ab Ende der 1950er- bis in die 1960er-Jahre in mehr als 10 Film- und Fernsehproduktionen zu sehen. Im Jahr 1959 spielte sie die Kitty Anderson in Edward L. Cahns Jugend ohne Gesetz sowie die Betty Alexander in Joel Rapps High School Big Shot. In Robert Stevensons Fantasyfilm Die abenteuerliche Reise ins Zwergenland von 1967 verkörperte sie in einer kleinen Rolle ein Gnommädchen. Auch hatte sie einige Auftritte in Fernsehserien, wie etwa in The Adventures of Ozzie & Harriet (1957), Alfred Hitchcock zeigt (1962/1965) und Raumschiff Enterprise (1967).
Als Drehbuchautorin schrieb sie unter anderem für Dallas (1978), Knight Rider (1983/1984) und Die Schöne und das Biest (1988–1989). Für ihr Wirken an der 1987 ausgestrahlten Folge Gerettet aus der Zeit von Unbekannte Dimensionen bekam sie 1988 eine Writers-Guild-of-America-Award-Nominierung.

## Filmografie

### Als Schauspielerin
- 1957: The Adventures of Ozzie & Harriet (Fernsehserie, eine Folge)
- 1958: Cheyenne (Fernsehserie, eine Folge)
- 1958: Abenteuer im wilden Westen (Zane Grey Theater, Fernsehserie, eine Folge)
- 1958: Wagon Train (Fernsehserie, eine Folge)
- 1958: Westlich von Santa Fé (The Rifleman, Fernsehserie, eine Folge)
- 1959: Vater ist der Beste (Father Knows Best, Fernsehserie, eine Folge)
- 1959: Jugend ohne Gesetz (Riot in Juvenile Prison)
- 1959: High School Big Shot
- 1962, 1965: Alfred Hitchcock zeigt (The Alfred Hitchcock Hour, Fernsehserie, zwei Folgen)
- 1967: Die abenteuerliche Reise ins Zwergenland (The Gnome-Mobile)
- 1967: Raumschiff Enterprise (Star Trek, Fernsehserie, eine Folge)

### Als Drehbuchautorin
- 1976: McMillan & Wife (Fernsehserie, eine Folge)
- 1978: Dallas (Fernsehserie, eine Folge)
- 1981: Nurse (Fernsehserie, eine Folge)
- 1982–1983: Fame – Der Weg zum Ruhm (Fame, Fernsehserie, zwei Folgen)
- 1983–1984: Knight Rider (Fernsehserie, zwei Folgen)
- 1987: Unbekannte Dimensionen (The Twilight Zone, Fernsehserie, Folge Gerettet aus der Zeit)
- 1988–1989: Die Schöne und das Biest (Beauty and the Beast, Fernsehserie, vier Folgen)

## Auszeichnungen und Nominierungen
- 1988: Writers-Guild-of-America-Award-Nominierung in der Kategorie „Anthology Episode/Single Program“ für die Folge Gerettet aus der Zeit von Unbekannte Dimensionen.[1]